# Bernardo Clariana Pascual
Bernardo Clariana (Carlet, la Ribera Alta, 21 de juliol de 1912 - Carcassona, Llenguadoc, 1962) fou un poeta, llatinista, assagista i traductor valencià en llengua castellana.

## Biografia
Fill d'un farmacèutic eminent (Salvador Clariana Navarro, que el 1931 va fundar el primer laboratori farmacèutic d'Espanya), es llicencià en Filologia Clàssica per la Universitat de València, i va ser catedràtic de llatí a l'institut d'ensenyament mitjà d'Irun, i lector d'espanyol a Tolosa de Llenguadoc. El 1932, a Madrid, fou col·laborador de la secció de Filologia Clàssica del Centre d'Estudis Històrics, on completà la seva formació amb Pedro Salinas i Navarro Tomás. Entre el 1931 i el 1936 col·laborà assíduament en les revistes valencianes Murta i Nueva Cultura i en el diari madrileny El Sol. Membre de l'Aliança d'Intel·lectuals per a la Defensa de la Cultura, durant els primers mesos de la guerra civil participà activament, a València, en les seves Missions Populars, amb Max Aub, Juan Gil-Albert i Pascual Pla y Beltrán. En la revista Hora de España publicà des del primer número (1937) poemes, articles i ressenyes crítiques de llibres. El 1939, derrotada la República, s'exilià a França, on estigué internat al camp de concentració de Saint-Cyprien abans d'arribar a París. D'aquí passà a Amèrica, va fer una breu estada a Santo Domingo i al juliol del 1940 arribà a Cuba, on romangué poc més de dos anys. A L'Havana fou redactor del diari Información, publicà el seu primer llibre de versos, Ardiente desnacer, i col·laborà en Nuestra España (1939-1941), la revista dels republicans exiliats a Cuba. A partir d'octubre del 1942 s'establí als Estats Units, primer a Vermont com a professor, després a Nova York, on va treballar de redactor de la Voice of America i de traductor a l'espanyol de pel·lícules nord-americanes. En un dels seus pocs viatges a Europa, morí ofegat en una platja de la Costa Blava a l'edat de cinquanta anys.

## Obres

### Poesia
- Ardiente desnacer (L'Havana, 1943), amb pròleg de María Zambrano
- Ardentissima cura (Nova York, 1944), ed. bilingüe, traduït a l'anglès per Dudley Fitts
- Rendez-vous with Spain (Nova York, 1946), ed. bilingüe, traduït a l'anglès per Dudley Fitts
- Arco ciego (Madrid, 1952), amb un poema inicial de Jorge Guillén dedicat a l'autor

### Traduccions literàries
- Ernest Richard Moore, Novelistas de la revolución mexicana: J. Rubén Romero (L'Havana, 1940).
- Ivan Goll, La canción de Juan Sin Tierra (L'Havana, 1941)
- Catulo, Los epitalamios, traducció en vers, pròleg i notes (L'Havana, 1941)
- Catulo, «Odio y amo». Los poemas a Lesbia y a Juvencio, pròleg, traducció en vers i notes (Nova York, 1954)